# 伍长德
伍长德（1908年—?），江苏邳县人，中华民国南京交通警察，南京大屠杀幸存者。

## 生平
日军攻占南京后，躲入南京安全区最高法院难民所。1937年12月15日日军闯入难民所，将其与其它平民带至汉中门外用机枪扫射，刺刀刺杀，并放火烧尸。伍长德躲入秦淮河中幸存，后逃回安全区，被送进鼓楼医院，由罗伯特·威尔逊救治。1945年11月11日向南京地方法院提出呈文，1946年5月前往远东国际军事法庭出庭作证。
据《人民日报》报道，1982年8月，伍长德居住于南京糖坊桥九十六号。